# Fabio Pasini
Fabio Pasini (Gazzaniga, 23 agosto 1980) è un ex fondista italiano.
È fratello di Renato, a sua volta fondista di alto livello e più rinomato.

## Biografia
Originario di Valgoglio, ha debuttato in campo internazionale ai Mondiali juniores del 2000, senza ottenere risultati di rilievo.
In Coppa del Mondo ha esordito il 1º febbraio 2001 nella sprint a tecnica libera di Asiago (39º) e ha ottenuto il primo podio il 20 dicembre 2008 nella sprint a tecnica libera di Düsseldorf (3º).
In carriera ha partecipato a due edizioni dei Giochi olimpici invernali, Vancouver 2010 (24º nella sprint) e Soči 2014 (48º nella 15 km), e a tre dei Campionati mondiali (10º nella sprint a Val di Fiemme 2013 il miglior risultato).

## Palmarès

### Coppa del Mondo
- Miglior piazzamento in classifica generale: 36º nel 2009
- 4 podi (1 individuale, 3 a squadre):
  - 2 secondi posti (a squadre)
  - 2 terzi posti (1 individuale, 1 a squadre)

### Campionati italiani
- 3 medaglie[2]:
  - 1 oro (10 km nel 2012)
  - 1 argento (Gundersen nel 2012)
  - 1 bronzo (sprint nel 2010)